# Gavignano
Gavignano é uma comuna italiana da região do Lácio, província de Roma, com cerca de 1.758 habitantes. Estende-se por uma área de 14 km², tendo uma densidade populacional de 126 hab/km². Faz fronteira com Anagni (FR), Montelanico, Paliano (FR), Segni.

## Demografia
| Variação demográfica do município entre 1861 e 2011                               |
|                                                                                   |
| Fonte: Istituto Nazionale di Statistica (ISTAT) - Elaboração gráfica da Wikipedia |